# تدبيش

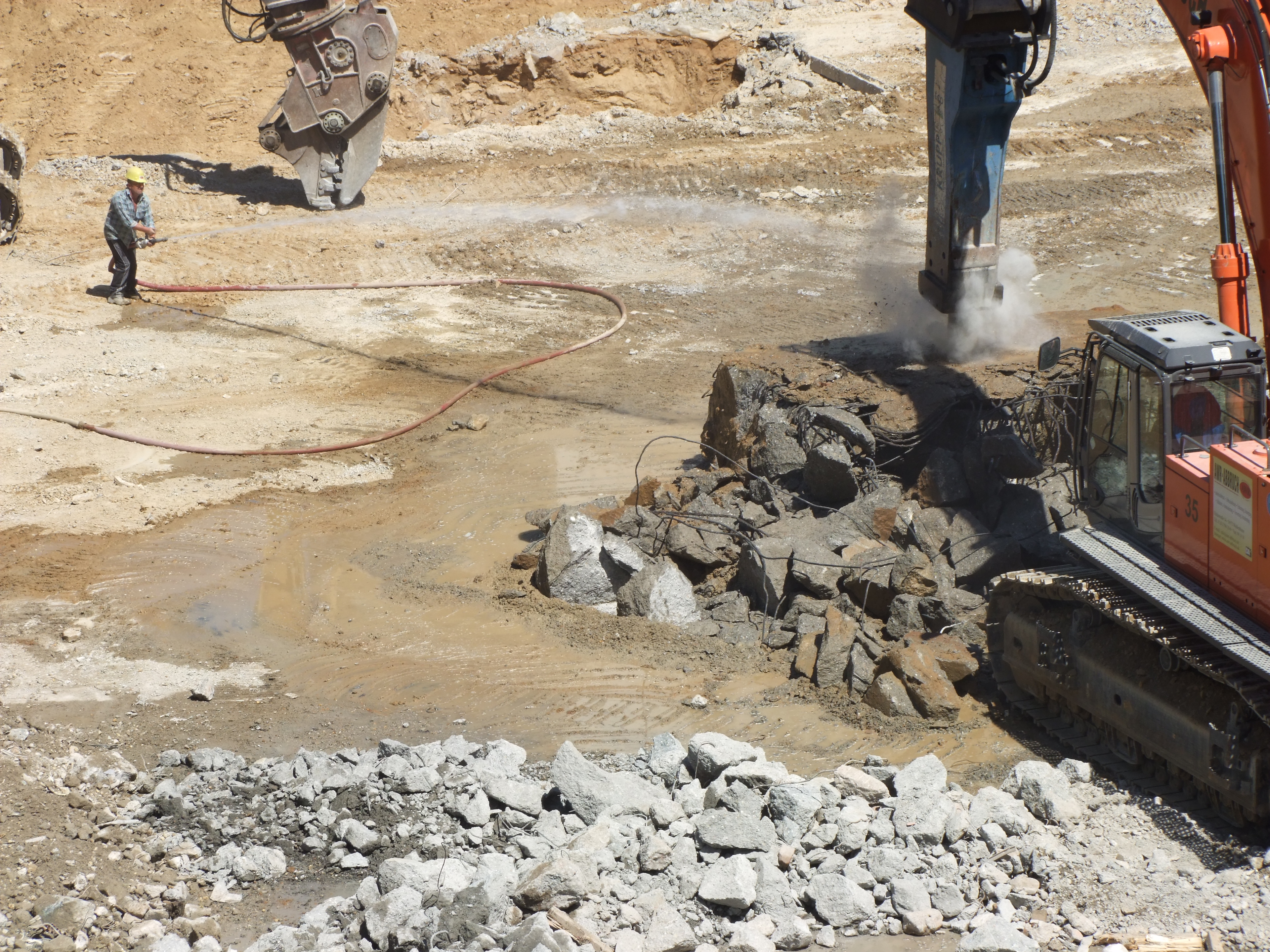
دبش خرساني.

التدبيش هي طريقة إنشائية توفر الوقت والمال عن طريق تقليل المحتوي الخرساني بزيادة الدبش.

## إنشاء طريق
يستخدم الدبش عند تأكل الأسمنت البورتلندي، فيوفر المال ويكون بديل له في الرصف. هذة الطريقة أول مرة استخدمت كانت عام 1990 في المطارات.